# Dunhua
Dunhua léase Dun-Juá (en chino:敦化市, pinyin:Dūnhuà shì) es un municipio bajo la administración directa de la Prefectura autónoma de Yanbian. Se ubica en la provincia de Jilin , noreste de la República Popular China . Su área es de 11957 km² y su población total para 2010 fue de +400 mil habitantes.

## Administración
El municipio de Dunhua se divide en 11 pueblos que se administran en 4 subdistritos, 11 poblados y 5 villas.